# Чернов, Александр Зиновьевич
Александр Зиновьевич Чернов (1895 — 1984) — советский кардиолог, доктор медицинских наук (1955), профессор (1956), подполковник медицинской службы. Отец физика А. А. Чернова.

## Биография
Родился в купеческой семье, отец выбился в купцы из крепостных крестьян. По окончании реального училища в 1915 и поступил на медицинский факультет Московского государственного университета, который с свою очередь окончил в 1923. В 1923–1925 экстерн пропедевтической клиники медицинского факультета, которой руководил профессор Е. Е. Фромгольд, при этом работал учителем в средней школе, сотрудником библиотеки Северной железной дороги, лекарским помощником в больнице и актёром Вахтанговской студии. В 1925–1928 ординатор в Кардиологической клинике имени В. И. Ленина в Кисловодске, где в 1926 организовал один из первых в стране электрокардиографических кабинетов. В 1928–1931 заведовал кардиологическим отделением Института профессиональных заболеваний имени В. А. Обуха в Москве, занимался исследованиями нарушений сердечного ритма. Для усовершенствования в электрофизиологии и электрокардиографии дважды был командирован в лабораторию профессора А. Ф. Самойлова в Казань.
В октябре 1928 или в 1931 утверждён в должности ассистента терапевтической кафедры Центрального института усовершенствования врачей. Более 45 лет проработал в ЦИУВ, сначала ассистентом
второй кафедры терапии у Д. Д. Плетнёва, затем после ареста последнего и ликвидации его кафедры — доцентом с 1937 и профессором с 1956 у М. С. Вовси. В годы Великой Отечественной войны, с августа 1941, служил в РККА начальником полевого эвакуационного госпиталя, старшим терапевтом группы госпиталей, в 1943–1945 главным терапевтом Сибирского военного округа в Новосибирске. Затем работал старшим преподавателем кафедры военной терапии военного факультета ЦИУ. В 1960-е — 1970-е по его инициативе и под его руководством сотрудники кафедры изучали и внедряли в клинику такие методы диагностики и лечения заболеваний сердца, как электрокимография, газожидкостная хроматография, пламенная фотометрия, при этом основное место в научной и педагогической деятельности по-прежнему занимала электрокардиография. Провёл всесторонние исследования поражения внутренних органов при раневом сепсисе, после чего занимался исследованием функционального состояния сердца и обмена веществ при ишемической болезни сердца, инфаркте миокарда и сердечной недостаточности. Под его руководством был внедрён в преподавание в ЦИУ единственный научно обоснованный векторный метод анализа электрокардиограммы. С 1961 заведующий первой кафедрой терапии ЦИУ. Под его руководством выполнено и защищено 25 кандидатских и докторских диссертаций, всего им опубликовано около 90 печатных работ. В 1970 перешёл на должность научного консультанта больницы № 1 московского лечебного специального управления. Похоронен на Востряковском кладбище.

## Публикации
- Чернов А. З., Бурейко В. М. Изменение размеров сердца под влиянием лечения в Кисловодске. «Клиническая медицина», 1927.
- Чернов А. З., Бурейко В. М. О влиянии приёма нарзанных ванн на отдельные фазы сердца. «Клиническая медицина», 1928.
- Чернов А. З., Кечкер М. И., Александрова Е. А., Аврух Р. Л., Орлов В. Н., Решетова М. Н. Практическое руководство по электрокардиографии. 1966.
- Чернов А. З., Кечкер М. И. Электрокардиографический атлас. Медицина, 1979. 343 с.[1]